# Serena Bennato
Serena Bennato (Napoli, 18 ottobre 1945 – Roma, 11 maggio 2020) è stata un'attrice italiana attiva in cinema e in televisione dal 1969. È conosciuta per i numerosi ruoli da caratterista interpretati in carriera.

## Biografia
Ha iniziato l'attività artistica partecipando nel 1963 alla trasmissione televisiva Gran Premio, nella squadra della Campania. Ha preso parte a diversi b-movie (poliziotteschi, commedia erotica all'italiana) oltre a sceneggiati televisivi e telefilm. Come doppiatrice ha dato voce a Madge Sinclair in La legge di Bird.
Attrice teatrale, ha insegnato recitazione e dizione presso l'Accademia d'Arte Drammatica Togliani di Roma e dizione in diversi istituti scolastici pubblici romani. Ammalatasi di tumore, è deceduta all'età di 74 anni.

## Filmografia

### Cinema
- Guardami nuda, regia di Italo Alfaro (1972)
- La città sconvolta: caccia spietata ai rapitori, regia di Fernando Di Leo (1975)
- La professoressa di scienze naturali, regia di Michele Massimo Tarantini (1976)
- Avere vent'anni, regia di Fernando Di Leo (1978)
- Pierino medico della S.A.U.B., regia di Giuliano Carnimeo (1981)
- Biancaneve & Co..., regia di Mario Bianchi (1982)
- Storia di Piera, regia di Marco Ferreri (1983)
- Separati in casa, regia di Riccardo Pazzaglia (1986)
- Il lupo di mare, regia di Maurizio Lucidi (1987)
- 32 dicembre, episodio "I penultimi fuochi", regia di Luciano De Crescenzo (1988)
- L'ultima scena, regia di Nino Russo (1989)
- Compagni di scuola, regia di Carlo Verdone (1988)
- La bambola, regia di Ninì Grassia (1991)
- Graffiante desiderio, regia di Sergio Martino (1993)
- Il testimone dello sposo, regia di Pupi Avati (1997)
- Dagli occhi dell'amore, regia di Adelmo Togliani (2019)

### Televisione
- Jekyll – miniserie TV, 2 episodi (1969)
- Giocando a golf una mattina – miniserie TV, 1 episodio (1969)
- Maman Colibri – film TV (1973)
- Qui squadra mobile – miniserie TV, 1 episodio (1973)
- Inverno al mare – miniserie TV, 2 episodi (1982)
- Due assi per un turbo – serie TV, 1 episodio (1987)
- Investigatori d'Italia – serie TV, 1 episodio (1987)
- La famiglia Brandacci – film TV (1987)
- Quando ancora non c'erano i Beatles, regia di Marcello Aliprandi – miniserie TV (1988)
- Quattro storie di donne – miniserie TV, 1 episodio (1989)
- Il ricatto – serie TV, 1 episodio (1989)
- Don Fumino – serie TV, 1 episodio (1993)
- Lo zio d'America – serie TV (2002)
- Provaci ancora prof! – serie TV, 1 episodio (2008)
- Don Matteo – serie TV, 1 episodio (2009)

## Teatro
- Questa sera si recita a soggetto
- Non è vero, ma ci credo
- Come finì Don Ferdinando Ruoppolo
- Spacca il centesimo
- Folle Amanda
- Che brutta epoque
- Il cadavere vivente
- Opera buffa
- Nottar Pettolone
- Le armi e l'uomo
- Cafè Iamoss
- L'orso
- L'anniversario
- Liliom
- Così è se vi pare
- Robot amore mio
- Qualcuno volò sul nido del cuculo
- Risate in salotto

## Prosa televisiva Rai
- Questa sera si recita a soggetto di Luigi Pirandello, regia di Paolo Giuranna, trasmessa il 26 novembre 1968.
- Il candidato di Gustave Flaubert, regia di Maurizio Scaparro, trasmessa il 22 gennaio 1971.